# Stefan Kapičić
Stefan Kapičić (Colonia, 1º dicembre 1978) è un attore serbo. Meglio conosciuto per il suo ruolo di Colosso in Deadpool, Deadpool 2 e Deadpool & Wolverine. È anche uno dei tre membri del Consiglio per l'Industria Cinematografica del Montenegro.

## Biografia
Kapičić è nato il 1º dicembre 1978 a Colonia, nella Germania Ovest, figlio di Slobodanka "Beba" Žugić, un'attrice montenegrina, e Dragan Kapičić, un ex cestista serbo. Suo padre ha giocato per il Saturn Köln in quel periodo. All'età di tre anni la famiglia tornò in Jugoslavia. Suo nonno gli ha comprato il suo primo fumetto quando aveva sei anni, il che ha scatenato quello che ha definito un "amore continuo" in un'intervista del 2015 sul suo ruolo in Deadpool. Ha studiato recitazione alla Facoltà di Arti Drammatiche di Belgrado. Parla serbo, inglese, tedesco e russo.

## Carriera
Kapičić ha interpretato il ruolo di suo padre nel film del 2015 Saremo i campioni del mondo sulla nazionale di pallacanestro jugoslava che ha vinto il campionato mondiale FIBA del 1970.
Nel 2015, Kapičić aveva accumulato più di 80 ruoli in televisione, cinema e teatro. È stato scelto per il ruolo di Colosso nel film Deadpool. Lavora con il regista esordiente Tim Miller a Los Angeles, Kapičić ha fatto 120 riprese durante la sua terza chiamata di audizioni, allungando la sessione di altre otto ore oltre la durata prevista di quattro ore, prima di tornare a Ragusa, in Croazia, per girare Romeo e Giulietta. Kapičić, che si autodefinisce un "fanatico dei fumetti" che considerava Deadpool uno dei suoi personaggi preferiti, è stato particolarmente felice quando ha saputo di aver ricevuto il ruolo, prendendo il posto di Daniel Cudmore, che aveva interpretato il ruolo nei film degli X-Men. Kapičić è stato scelto perché Miller voleva che la sua versione di Colosso, che nei fumetti è russo, avesse un accento russo. Kapičić ha interpretato il personaggio alto 7 piedi e mezzo attraverso una combinazione di doppiaggio e motion capture, completando le riprese a metà dicembre 2015, otto settimane prima della data di uscita del film il 12 febbraio 2016.
Nel 2023 è apparso nel ruolo di Olgaren in Demeter - Il risveglio di Dracula.

## Vita privata
Nel dicembre 2015, Kapičić si è fidanzato con l'attrice croata Ivana Horvat. Si sono sposati nel 2017.

## Filmografia

### Cinema
- Kordon, regia di Goran Markovic (2002)
- Citravita, regia di Zlatko Stojilovic (2003)
- Skoro sasvim obična priča, regia di Miloš Petričić (2003)
- Slobodan pad, regia di Vladimir Dukelic (2004)
- Ulični hodač, regia di Kosta Djordjevic (2004)
- O štetnosti duvana, regia di Petar Zec (2004)
- Ne skreći sa staze, regia di Milos Djukelic, Nikola Djuricko, Petar Pasic, Igor Stoimenov (2006)
- Tears for Sale, regia di Uroš Stojanović (2008)
- The Brothers Bloom, regia di Rian Johnson (2008)
- Qualcosa di straordinario,  regia di Ken Kwapis (2012)
- Larin izbor: Izgubljeni princ, regia di Tomislav Rukavina (2012)
- Hitac, regia di Robert Orhel (2013)
- Bićemo prvaci sveta, regia di Darka Bajića (2015)
- Deadpool, regia di Tim Miller (2016)
- Deadpool 2, regia di David Leitch (2018)
- Demeter - Il risveglio di Dracula, regia di André Øvredal (2023)
- Slotherhouse, regia di Matthew Goodhue (2023)
- Deadpool & Wolverine, regia di Shawn Levy (2024)[9]

### Televisione
- Obični ljudi – serie TV, (2006-2007)
- Vratiće se rode – serie TV, (2008)
- The Unit – serie TV, (2008)
- Numb3rs – serie TV, (2008)
- 24 – serie TV, (2010)
- The Event – serie TV, (2011)
- Larin izbor – serie TV, (2011–2013)
- Stella – serie TV, (2013)
- Zora dubrovačka – serie TV, (2013–2014)
- Andrija i Anđelka – serie TV, (2015)
- Prvaci sveta – serie TV, (2016)
- Counterpart – serie TV, (2018)
- Better Call Saul – serie TV, (2018–2022)
- Love, Death & Robots – serie TV, (2019)

## Doppiatori italiani
Nelle versioni in italiano nelle opere in cui ha recitato, Stefan Kapičić è stato doppiato da:
- Ivan Melkumjan in Deadpool, Deadpool 2, Deadpool & Wolverine
- Alberto Angrisano in Demeter - Il risveglio di Dracula